# Zespół Szkół Nr 36 im. Marcina Kasprzaka w Warszawie
Zespół Szkół Nr 36 im. Marcina Kasprzaka w Warszawie – zespół szkół średnich w Warszawie na Woli, z siedzibą przy ul. Marcina Kasprzaka 19/21.
Patronem zespołu szkół jest Marcin Kasprzak. Przez wiele lat placówka była związana z Zakładami Radiowymi im. Marcina Kasprzaka w Warszawie (ZRK).

## Historia
15 października 1948 decyzją Ministerstwa Przemysłu i Handlu powołano Gimnazjum Przemysłowe i Telekomunikacyjne oraz Liceum Przemysłu Telekomunikacyjnego z siedzibą przy ul. Stępińskiej 26 w Warszawie na Mokotowie. 25 stycznia 1950 szkoła otrzymała nową siedzibę w wypalonym budynku przy ulicy Jedwabniczej 2, również na Mokotowie. W 1951 mury szkoły opuścili pierwsi maturzyści i od 1 września tego roku szkoła przeniosła się na ul. Stępińską 13, natomiast w miejsce dotychczasowego gimnazjum i liceum powołane zostało Technikum Mechaniczno-Teletechniczne.
1 lutego 1955 szkoła przeniosła się do nowego gmachu przy ul. Marcina Kasprzaka 19/21 na Woli. Powstało Technikum Radiowe i okres nauczania wydłużył się do 5 lat. 1 września 1956 powstał Wydział dla Pracujących przy Technikum Radiotechniczno-Teletechnicznym, w 1960 został przekształcony w Technikum Radiowe dla Pracujących, a w 1962 w ramach szkoły funkcjonowała także Zasadnicza Szkoła Zawodowa dla Pracujących Zakładów Radiowych im. Marcina Kasprzaka.
1 września 1969 powołano Elektroniczno-Mechaniczne Zakłady Naukowe im. Marcina Kasprzaka (EMZN), w skład których weszły technikum dla młodzieży, zasadnicza szkoła zawodowa oraz technikum dla pracujących. W latach 1971–1980 w zespole funkcjonowało też 4-letnie liceum zawodowe. 1 września 1994 szkoła zmieniła nazwę na Zespół Szkół Elektronicznych im. Marcina Kasprzaka.
W 1997 powstało CVII Liceum Ogólnokształcące o rozszerzonym nauczaniu informatyki. W latach 1999–2002 w zespole działało 4-letnie Liceum Techniczne o profilu kształtowanie środowiska, którego kres położyła kolejna reforma oświaty, w ramach której nastąpiło przekształcanie szkół ponadpodstawowych w szkoły ponadgimnazjalne. W ramach tej reformy szkoła zmieniła nazwę na obecną – Zespół Szkół Nr 36 im. Marcina Kasprzaka.
W 2005 została zlikwidowana Zasadnicza Szkoła Elektroniczna Nr 1, powstała zaś Szkoła Policealna nr 30 kształcąca informatyków, w 4-letnim Technikum Elektronicznym nr 1 rozpoczęło się kształcenie techników informatyków. W tym roku zakończył się również nabór do CVII Liceum Ogólnokształcącego i w 2006 liceum zostało zlikwidowane.

## Kierunki[1]
- technik informatyk
- technik programista
- technik mechatronik
- technik elektronik

## Odznaczenia i wyróżnienia
- 2009 – Medal „Pro Memoria”[2]
- 2010 – Złoty Medal „Opiekun Miejsc Pamięci Narodowej”[3]
- 2011 – Odznaka honorowa „Za Zasługi dla Turystyki”[4]
- 2012 – Medal „Pro Patria”[5]
- 2012 – Odznaka Honorowa im. Krystyny Krahelskiej – Pamięci Powstania Warszawskiego[6]
- 2012 – Medal „Za zasługi w krzewieniu wiedzy obronnej”[7]
- 2013 – Odznaka honorowa „Za Zasługi dla Związku Kombatantów RP i Byłych Więźniów Politycznych”